# Сидорівська сільська рада (Жидачівський район)
| Сидорівська сільська рада — орган місцевого самоврядування у Жидачівському районі Львівської області з адміністративним центром у с. Сидорівка. Історична дата утворення: в 1939 році. Водоймища на території, підпорядкованій даній раді: річка Свіча. Сільській раді підпорядковані населені пункти: - с. Сидорівка - с. Крехів - с. Сулятичі |

## Склад ради
Рада складається з 16 депутатів та голови.

### Керівний склад ради
| ПІБ                        | Основні відомості                                                 | Дата обрання | Дата звільнення |
| -------------------------- | ----------------------------------------------------------------- | ------------ | --------------- |
| Ольшанецький Юрій Іванович | Сільський голова, 1970 року народження, освіта, безпартійний      | 26.03.2006   | 31.10.2010      |
| Ольшанецький Юрій Іванович | Сільський голова, 1970 року народження, освіта вища, безпартійний | 31.10.2010   |                 |

Примітка: таблиця складена за даними джерела